# Ancistrocerus danticoides
Ancistrocerus danticoides är en stekelart som beskrevs av Giordani Soika. Ancistrocerus danticoides ingår i släktet murargetingar, och familjen Eumenidae. Inga underarter finns listade i Catalogue of Life.